# Canal generalista
Diz-se canal generalista o canal de televisão que transmite todo o tipo de programas para todo o tipo de público.
Em Portugal, RTP 1, por exemplo, é um canal generalista, bem como a RTP 2, a SIC ou a TVI.